# Humphrey Marshall (generaal)
Humphrey Marshall (Frankfort (Kentucky), 13 januari 1812 – Louisville (Kentucky), 28 maart 1872) was een advocaat, politicus en militair. Hij zetelde in Huis van Afgevaardigden in Washington D.C. en was kort ambassadeur voor de Verenigde Staten van Amerika bij het Chinese Keizerrijk. Toen de Amerikaanse Burgeroorlog uitbrak koos hij de zijde van de Geconfedereerde Staten van Amerika. Hij werd brigadegeneraal in het Confederate States Army en daarna lid van het Congres van de Geconfedereerde Staten van Amerika. 

## Vroege jaren
Marshall werd geboren op 13 januari 1812 in Frankfort, Kentucky. Hij was de zoon van John Jay Marshall (1785-1846) en Anna Birney (Marshall). Zijn vader was een wetgever en rechter en zijn grootvader, die ook Humphrey Marshal heette, was senator. De oom van Marshall langs moederszijde was James G. Birney, een overtuigd abolitionist. Twee van zijn neven, William Birney en David B. Birney,  zouden later generaals worden in het Noordelijke leger. Een andere neef, James M. Birney, diende kort als vice-gouverneur in Michigan en werd later ambassadeur in Nederland.

## Militaire loopbaan
Marshall werd toegelaten tot de United States Military Academy in West Point en studeerde af  in 1832. Hij werd gebrevetteerd tweede luitenant en diende bij de Rangers in de Black Hawk Oorlog. In april 1833 nam hij ontslag uit het leger om rechten te gaan studeren. Hij werd in hetzelfde jaar toegelaten tot de balie en werkte twee jaar als advocaat in Frankfort. Daarna verhuisde hij naar Louisville, Kentucky. In 1836 werd hij verkozen tot kapitein in de militie van Kentucky. Twee jaar later werd hij bevorderd tot majoor en in 1841 tot luitenant-kolonel. In 1836 rekruteerde hij ook een peloton van vrijwilligers om de grens met Texas te helpen verdedigen. Toen ze nieuws kregen over de overwinning van Sam Houston bij San Jacinto stuurde Marshall zijn vrijwilligers terug naar huis.
Toen de Mexicaans-Amerikaanse Oorlog uitbrak, nam hij opnieuw dienst in het leger en werd Marshall benoemd tot kolonel van de 1st Kentucky Cavalry. Hij nam deel aan de Slag bij Buena Vista. Na de oorlog keerde hij terug naar zijn thuisstaat en kocht hij een boerderij in Henry County, Kentucky.

## Politieke loopbaan
Hij ambieerde een politieke loopbaan en stelde zich verkiesbaar voor het Huis van Afgevaardigden. Hij werd verkozen voor het 7th District van Kentucky en zetelde tussen 4 maart 1849 en 4 augustus 1852. Tijdens zijn ambtsperiode steunde hij het Compromis van 1850 voorgesteld door Henry Clay. In 1853 werd hij benoemd tot ambassadeur  voor de Verenigde Staten van Amerika bij het Chinese Keizerrijk. Kort na zijn terugkeer in 1854 stelde hij zich opnieuw verkiesbaar en werd opnieuw verkozen in het Amerikaanse Congres. Hij zetelde twee termijnen tussen 1855 en 1859. Hij werd opnieuw voorgedragen om nog een ambtstermijn erbij te doen, maar hij weigerde.

## Amerikaanse Burgeroorlog
In aanloop naar wat de Amerikaanse Burgeroorlog zou worden, was Kentucky een grensstaat waarbij er zowel sterke voorstanders als tegenstanders van slavernij waren. Marshall, die altijd een gematigde politieke visie had, steunde tijdens de presidentsverkiezingen van 1860 John C. Breckinridge. Toen Abraham Lincoln werd verkozen tot president en Kentucky uiteindelijk door Noordelijke troepen werd bezet, nam Marshall dienst in het Confederate States Army. Hij werd benoemd tot brigadegeneraal en was een aantrekkingspool voor nieuwe rekruten. Hij werd kort in westelijk Virginia gestationeerd, maar zag weinig actie. In januari 1862 werd hij opnieuw naar zijn thuisstaat gestuurd om nieuwe rekruten te ronselen. Hij verzamelde 2.000 manschappen rond hem, maar kon ze maar gedeeltelijk bewapenen. Een Noordelijke brigade onder leiding van kolonel (en toekomstige president) James A. Garfield probeerde deze rekruteringen te verijdelen. Garfields cavalerie had Marshalls cavalerie verjaagd bij Jenny’s Creek nabij Paintsville, Kentucky. Marshall trok zich terug naar een goed te verdedigen stelling op de weg naar Virginia langs de Middle Creek op ongeveer 3 km van Prestonsburg, Kentucky. Op 10 januari 1862 viel Garfield de Zuidelijke stellingen aan bij Middle Creek. Na een dag van hevige gevechten werd Marshall gedwongen om zich terug te trekken naar Virginia.
Enkele maanden later slaagde Marshall erin om een Noordelijke colonne bij Princeton Court House te verslaan. Hij voelde zich niet erkend voor zijn prestatie en neemt ontslag uit het leger. Kort daarop echter keerde hij terug in actieve dienst en diende hij onder Braxton Bragg. Hij neemt definitief ontslag uit het Zuidelijke leger in juni 1863. Hij vestigde zich in Richmond en was werkzaam als advocaat. In november werd hij verkozen in het Congres van de Geconfedereerde Staten van Amerika voor het 8ste District van Kentucky. Toen in 1865 de Geconfedereerde Staten van Amerika implodeerde,  vluchtte hij naar Texas.

## Latere jaren
Na de oorlog verhuisde Marshall naar New Orleans, Louisiana. In december 1867 kreeg Marshall zijn burgerrechten terug van president Andrew Johnson. Marshall keerde terug naar Louisville en bouwde zijn advocatenkantoor opnieuw uit. Hij overleed op 28 maart 1872. Zijn stoffelijk overschot werd begraven in Frankfort Cemetery in Frankfort, Kentucky.